# Jane Addams Memorial Tollway
El Jane Addams Memorial Tollway en Illinois es un segmento de 79-millas (127 km) de la Interestatal 90 desde la Interestatal 190 al noroeste de Chicago hasta la Ruta de Illinois 75, a una milla (1.6 km) al sur de la frontera con Wisconsin. Con 16 millas (26 km), la Interestatal 90 es concurrente con la Interestatal 39 y la U.S. Route 51. La autopista lleva su nombre por Jane Addams, ganador del Premio Nobel de la Paz y fundador del movimiento Settlement House en los Estados Unidos.
La autopista fue construida a finales de los años 1950s  principios de los 1960s desde el área O'Hare (en el Tri-State Tollway) hasta la frontera con Wisconsin en el norte de Rockford. La ruta está señalizada como la I-90 en toda su ruta. Desde Rockford Curve hasta la última salida en la Ruta de Illinois 75, la US 51 y la I 39 también son peaje.

## Mantenimiento
El Jane Addams Memorial Tollway es administrada y mantenida por el Illinois State Toll Highway Authority por sus siglas en inglés ISTHA.

## Lista de salidas
| Condado                                                                                             | Localidad                                                                                           | Plaza de peaje #                                                                                    | Milla                                                                                               | Destino                                                                                             | Notas |
| Inicio de la Jane Addams Memorial Tollway. Continúa de la I-90 en la frontera estatal con Wisconsin | Inicio de la Jane Addams Memorial Tollway. Continúa de la I-90 en la frontera estatal con Wisconsin | Inicio de la Jane Addams Memorial Tollway. Continúa de la I-90 en la frontera estatal con Wisconsin | Inicio de la Jane Addams Memorial Tollway. Continúa de la I-90 en la frontera estatal con Wisconsin | Inicio de la Jane Addams Memorial Tollway. Continúa de la I-90 en la frontera estatal con Wisconsin | Inicio de la Jane Addams Memorial Tollway. Continúa de la I-90 en la frontera estatal con Wisconsin                                                                               |
| --------------------------------------------------------------------------------------------------- | --------------------------------------------------------------------------------------------------- | --------------------------------------------------------------------------------------------------- | --------------------------------------------------------------------------------------------------- | --------------------------------------------------------------------------------------------------- | --- |
| Winnebago                                                                                           | South Beloit                                                                                        | | 0                                                                                                   | US 51 norte IL 75 – South Beloit                                                                    | Extremo oeste de la US 51; señalizada como salida 1. IL 75 finaliza al este de este intercambio en la línea estatal con Wisconsin y se convierte en la Carretera de Wisconsin 67. |
| Winnebago                                                                                           | Rockton                                                                                             | | 3                                                                                                   | Rockton Road – Roscoe                                                                               | Señalizada como salida 3. El tráfico hacia el sur entra en la carretera de peaje después de esta salida.                                                                          |
| Winnebago                                                                                           | Rockton                                                                                             | 1                                                                                                   | 3.5                                                                                                 | Plaza de peaje South Beloit                                                                         | Plaza de peaje South Beloit |
| Winnebago                                                                                           | Rockford                                                                                            | 4                                                                                                   | 9.2                                                                                                 | IL 173 – Machesney Park                                                                             | Peaje en la entrada hacia el sur y en salida hacia el norte. |
| Winnebago                                                                                           | Rockford                                                                                            | 2                                                                                                   | 13                                                                                                  | East Riverside Boulevard – Loves Park                                                               | Peaje en la entrada hacia el sur y en salida hacia el norte. |
| Winnebago                                                                                           | Rockford                                                                                            | | 15.5                                                                                                | · US-Bus 20 (Calle State)                                                                           | |
| Winnebago                                                                                           | Rockford                                                                                            | | 17.5                                                                                                | I 39 sur US 51 sur – Rockford                                                                       | Extremo este de la I 39 y la US 51. |
| Boone                                                                                               | Belvidere                                                                                           | | 21                                                                                                  | Irene Road                                                                                          | Sólo salida hacia al oeste. |
| Boone                                                                                               | Belvidere                                                                                           | 5                                                                                                   | 23.5                                                                                                | Plaza de peaje Belvidere (dirección oeste)                                                          | Plaza de peaje Belvidere (dirección oeste) |
| Boone                                                                                               | Belvidere                                                                                           | | 24.5                                                                                                | Belvidere Oasis                                                                                     | Belvidere Oasis |
| Boone                                                                                               | Belvidere                                                                                           | | 25                                                                                                  | Genoa Road – Belvidere                                                                              | |
| McHenry                                                                                             | Riley                                                                                               | 7                                                                                                   | 38                                                                                                  | Plaza de peaje Marengo-Hampshire (dirección este)                                                   | Plaza de peaje Marengo-Hampshire (dirección este) |
| Kane                                                                                                | Hampshire                                                                                           | | 43                                                                                                  | US 20 – Marengo, Hampshire                                                                          | |
| Kane                                                                                                | Huntley                                                                                             | | 46.5                                                                                                | IL 47 – Woodstock                                                                                   | Salida al oeste y entrada al este. |
| Kane                                                                                                | Elgin                                                                                               | 8                                                                                                   | 52.5                                                                                                | Randall Road                                                                                        | Peaje en la salida hacia el este y en la entrada hacia el oeste. |
| Kane                                                                                                | Elgin                                                                                               | 9                                                                                                   | 54                                                                                                  | Plaza de peaje Elgin                                                                                | Plaza de peaje Elgin |
| Kane                                                                                                | Elgin                                                                                               | 11                                                                                                  | 55                                                                                                  | IL 31 (Calle State)                                                                                 | |
| Kane                                                                                                | Elgin                                                                                               | Río Fox                                                                                             | | | |
| Cook                                                                                                | Elgin                                                                                               | 13                                                                                                  | 56                                                                                                  | IL 25 (Avenida Dundee)                                                                              | |
| Cook                                                                                                | Hoffman Estates                                                                                     | 14A                                                                                                 | 58                                                                                                  | Beverly Road                                                                                        | Salida hacia el oeste y entrada hacia el este. Peaje en la salida al oeste. |
| Cook                                                                                                | Hoffman Estates                                                                                     | 14                                                                                                  | 60                                                                                                  | IL 59 (Sutton Road)                                                                                 | Peaje en ambas salidas. |
| Cook                                                                                                | Hoffman Estates                                                                                     | 10                                                                                                  | 62.5                                                                                                | Barrington Road                                                                                     | Salida al oeste y entrada al este. Peaje en la salida hacia el oeste. |
| Cook                                                                                                | Schaumburg                                                                                          | 12                                                                                                  | 66                                                                                                  | Roselle Road                                                                                        | Salida al oeste y entrada al este. Peaje en la salida hacia el oeste. |
| Cook                                                                                                | Schaumburg                                                                                          | 15                                                                                                  | 68.5                                                                                                | I 290 este (Eisenhower Expressway) IL 53 – Chicago                                                  | Peaje en salidas al este. |
| Cook                                                                                                | Arlington Heights                                                                                   | 18                                                                                                  | 71                                                                                                  | Arlington Heights Road                                                                              | Peaje en la salida al este y en la entrada al oeste. |
| Cook                                                                                                | Des Plaines                                                                                         | | 74                                                                                                  | Elmhurst Road                                                                                       | Salida al oeste y entrada al este. |
| Cook                                                                                                | Des Plaines                                                                                         | | 74.5                                                                                                | Des Plaines Oasis                                                                                   | Des Plaines Oasis |
| Cook                                                                                                | Des Plaines                                                                                         | | 76.5                                                                                                | IL 72 (Calle Lee)                                                                                   | Salida al oeste y entrada al este. |
| Cook                                                                                                | Rosemont                                                                                            | 17                                                                                                  | 77                                                                                                  | Plaza de peaje Devon Avenue (dirección oeste)                                                       | Plaza de peaje Devon Avenue (dirección oeste) |
| Cook                                                                                                | Rosemont                                                                                            | | 77.5                                                                                                | IL 72 (Avenida Devon)                                                                               | Entrada al oeste. |
| Cook                                                                                                | Rosemont                                                                                            | | 77.5                                                                                                | I 294 sur (Tri-State Tollway) I 190 oeste (Kennedy Expressway) – Indiana, Aeropuerto O'Hare         | Salida al este y entrada al oeste. |
| Cook                                                                                                | Rosemont                                                                                            | | 78                                                                                                  | I 294 norte (Tri-State Tollway) – Milwaukee                                                         | |
| Cook                                                                                                | Rosemont                                                                                            | 19                                                                                                  | 78.5                                                                                                | Plaza de peaje River Road (dirección este)                                                          | Plaza de peaje River Road (dirección este) |
| Cook                                                                                                | Chicago                                                                                             | | 79                                                                                                  | I 90 este (Kennedy Expressway) – Chicago                                                            | Salida el este y entrada al oeste. |
| Fin de la Jane Addams Memorial Tollway. La I-90 continúa al este como la Kennedy Expressway.        | | | | | |